# Woolage Village
Woolage Village – wieś w Anglii, w hrabstwie Kent, w dystrykcie Canterbury. Leży 12 km na południowy wschód od miasta Canterbury i 99 km na wschód od centrum Londynu.